# 藤枝静男
藤枝 静男（ふじえだ しずお、1907年12月20日 - 1993年4月16日）は、日本の作家、眼科医。本名勝見次郎。静岡県志太郡藤枝町（現・藤枝市）出身。

## 人物
藤枝町市部(現在の藤枝市本町)の勝見薬局の次男として生まれ、成蹊学園から名古屋の旧制第八高等学校を経て1936年に千葉医科大学（現・千葉大学医学部）を卒業。眼科教授の伊東弥恵治（1891－1958）に師事した。勤務医生活ののち独立、1950年から浜松市で眼科医院を営む傍ら、小説を書き続けた。1968年『空気頭』で芸術選奨文部大臣賞、1974年『愛国者たち』で平林たい子文学賞、1976年『田紳有楽』で谷崎潤一郎賞、1979年には『悲しいだけ』で野間文芸賞を受賞。
本人の言の通り、簡潔で硬質な力強い文体と自他を隔てず冷徹な観察眼において、志賀直哉と瀧井孝作の影響を受けており、「心境小説」を独自のこだわりに推し進め、私小説の形をとりながら虚実のあわいに遊ぶような作品が多い。
曾宮一念、原勝四郎の絵画作品のコレクターであった。
藤枝市では、毎年4月の命日に同市五十海の岳叟寺にて、藤枝静男墓前祭「雄老忌」を開催している。藤枝市出身の作家小川国夫が命名したものである。
2007年には、藤枝静男や小川国夫などの文学世界を展示紹介する藤枝市文学館が、市民憩いの場所蓮華寺池公園の郷土博物館に接続する形で開設された。

## 略歴

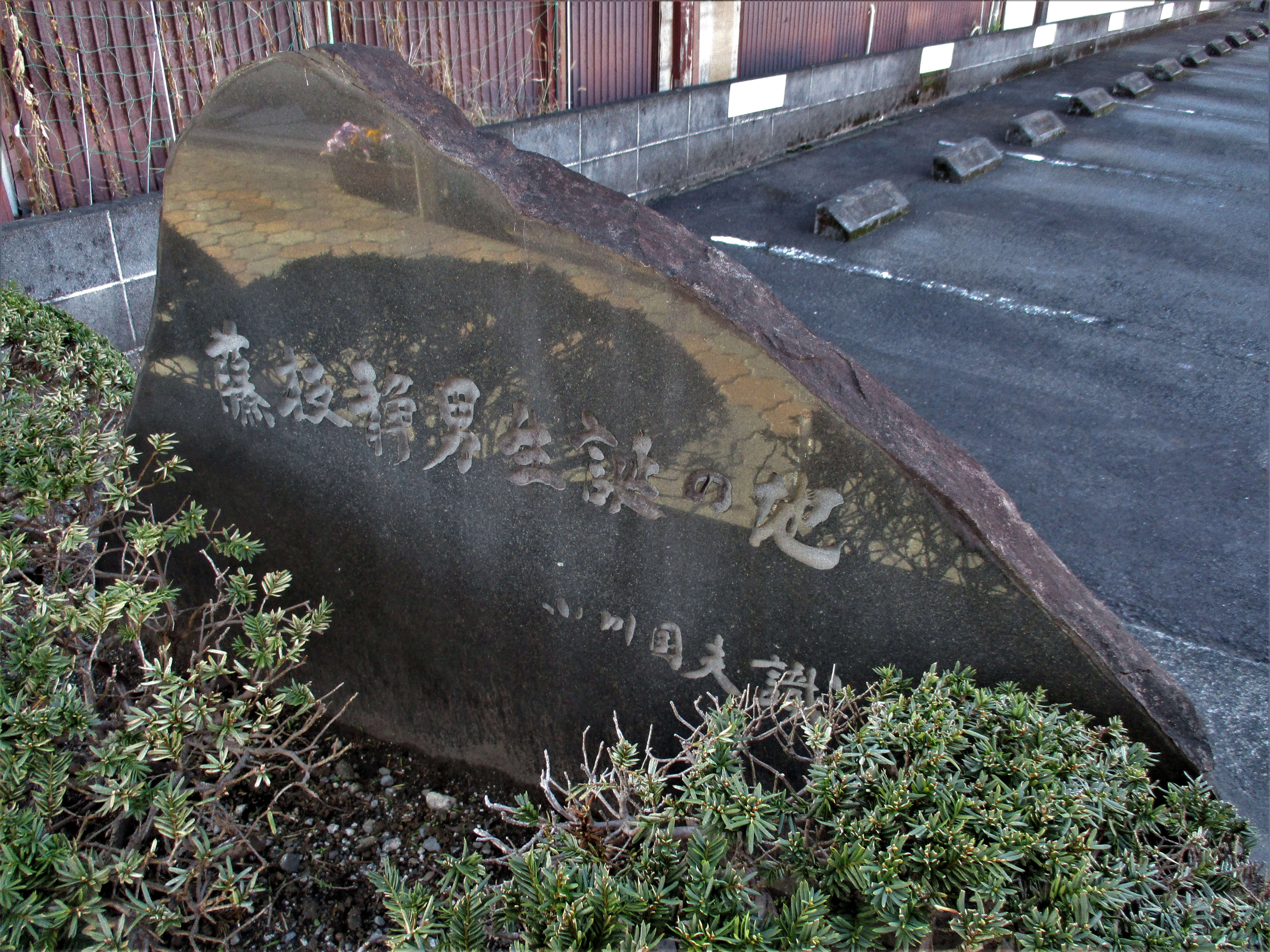
藤枝静男生誕の地の碑

- 1907年12月20日午前8時、静岡県志太郡藤枝町市部64に父鎮吉、母ぬいの第5子として誕生。家業は薬局。姉はる（10歳）なつ（8）兄秋雄（5）姉ふゆ（3）。父鎮吉は藤枝の旅館「魚安楼」桑原甚七の二男・新吉として生まれ、左官屋の勝見常吉の養子となって改名し、苦学して薬剤師となったが、結核を病み、家族に死をもたらす結果となった[3]。
- 1910年2月妹けい誕生。10月、 結核性脳膜炎により死亡。
- 1911年 妹きく誕生。
- 1913年 姉なつ、 肺結核により死亡。没年12歳。弟三郎誕生。
- 1914年 藤枝町立尋常高等小学校入学。大衆文学を読み耽る。弟三郎、結核性髄膜炎により死亡。
- 1915年 姉はる、結核性腹膜炎により死亡。17歳。弟宣誕生。
  - 結核により兄弟を次々に奪われ（自身も罹患）、後に結婚した妻までも結核菌に侵され長い闘病生活を強いられたことは、藤枝文学の重要な要素となる。
- 1920年 成蹊学園4年制乙種実務学校入学。成蹊学園第1期生。
- 1923年 上級学校受験資格を得るために成蹊中学校に籍を移す。
- 1924年 4年修了で3月に成蹊中学校を退学し、 旧制第八高等学校を受験したが失敗。
- 1925年 予備校中野塾入学。白樺派からトルストイ、チェーホフを経て、志賀直哉に文学的関心が絞られる。
- 1926年 兄秋雄喀血、以後、死に至るまで病床に着く。旧制第八高等学校理科乙類入学。北川静男、平野謙、本多秋五と出会う。マルクス主義に傾倒する。
- 1928年 奈良市幸町に志賀直哉を訪問。小林秀雄、瀧井孝作と出会う。
- 1930年 北川静男、腸チフスにより死亡。千葉医科大学を受験するも不合格。
- 1931年 妹きく肺結核により喀血。再び千葉医大受験に失敗。
- 1932年 千葉医科大学入学。
- 1933年 学内左翼のモップルに献金し検挙される。千葉警察署に50日拘留され起訴猶予。無期停学処分を受ける。
- 1935年 父鎮吉が脳溢血で倒れ、半身不随、寝たきりとなる。
- 1936年 千葉医大卒業。眼科医となる。
- 1938年 静岡県浜名郡積志村西ヶ崎、菅原龍次郎3女智世子（大正5年11月11日生）と結婚。兄秋雄死亡。35歳。
- 1939年 - 1941年 長女章子、次女本子生まれる。
- 1942年 平塚市第2海軍火薬廠海軍共済組合病院眼科部長。
- 1942年 父鎮吉、脳溢血により死亡。70歳。
- 1943年 妻が肺結核を宣告され、人工気胸手術を受ける。
- 1945年 敗戦。本多秋五から『近代文学』創刊の知らせ。
- 1947年 処女作「路」が『近代文学』9月号に掲載。
- 1949年 「イペリット眼」第21回芥川賞候補作。
- 1950年 浜松市東田町206（現・浜松市中央区中央1丁目14番8号）に眼科医院開業。
- 1952年 下曾我に尾崎一雄を訪ねる。
- 1955年 「瘠我慢の説」34回芥川賞候補。
- 1956年 「犬の血」同36回候補。志賀直哉、里見弴、小津安二郎と来浜。
- 1957年 処女作品集『犬の血』文藝春秋新社より刊行。
- 1958年 小川国夫の訪問を受ける。
- 1960年 この年から匿名で『近代文学』に資金を提供し、近代文学賞を発足させる。
- 1961年 『凶徒津田三蔵』講談社より刊行（特記がなければ、以下・同社刊）。
- 1963年 『ヤゴの分際』
- 1965年 『壜の中の水』
- 1967年 『空気頭』
- 1968年 「空気頭」昭和42年度芸術選奨文部大臣賞受賞。第1随筆集『落第免状』
- 1970年 『欣求浄土』　城山三郎、江藤淳とソ連旅行。医業引退。
- 1971年 『在る年の冬　或る年の夏』
- 1972年  随筆集『寓目愚談』、弟宣膵臓癌により死亡。56歳。母ぬい死亡。92歳。
- 1973年 『愛国者たち』
- 1974年 「愛国者たち」で第2回平林たい子賞。『藤枝静男作品集』筑摩書房より刊行。インド東北部とネパールの旅へ。医業を廃業する。
- 1976年 『田紳有楽』第12回谷崎潤一郎賞。『藤枝静男著作集』全6巻の刊行始まる。
- 1977年2月26日、妻智世子が乳癌に癌性腹膜炎を併発し死亡。60歳。『藤枝静男著作集』完結。
- 1978年 中日文化賞受賞[4]
- 1979年 『悲しいだけ』で野間文芸賞。
- 1993年4月16日、肺炎のため三浦半島の療養所で死去[5]。85歳。戒名藤翁静誉居士。墓は静岡県藤枝市五十海（いかるみ）にある岳叟寺。
- 2007年 藤枝市文学館開設。

## 作品

### 小説
- 『犬の血』1957年6月・文藝春秋新社
  - 犬の血（『近代文学』1956年12月）
  - 瘠我慢の説（『近代文学』1955年11月）
  - 文平と卓と僕（『近代文学』1953年1月）
  - 龍の昇天と河童の墜落（『近代文学』1950年8月）
  - 家族歴（『近代文学』1949年12月）
  - イペリット眼（『近代文学』1949年3月）
  - 路（『近代文学』1947年9月）※処女作
- 『凶徒津田三蔵』1961年5月・講談社／1979年4月・同文庫
  - 凶徒津田三蔵（『群像』1961年2月）
  - 阿井さん（『新日本文学』1958年3月）
  - 明かるい場所（『群像』1953年8月）
- 『ヤゴの分際』1963年9月・講談社（※―再録）
  - 雄飛号来たる（『文藝春秋』1957年7月）
  - 家族歴（『近代文学』1949年12月）※
  - 春の水（『群像』1962年4月）
  - 文平と卓と僕（『近代文学』1953年1月）※
  - 路（『近代文学』1947年9月）※
  - ヤゴの分際（『近代文学』1947年9月）
- 『壜の中の水』1965年7月・講談社
  - わが先生のひとり（『群像』1964年11月）
  - 鷹のいる村（『群像』1964年4月）
  - 壜の中の水（『展望』1965年4月）
  - 掌中果（『群像』1957年7月）
  - 魁生老人（『群像』1965年6月）
- 『空気頭』1967年10月・講談社／1973年2月・『欣求浄土』との合本で同文庫／1990年6月・「空気頭」のみ『田紳有楽』との合本で同文芸文庫
  - 硝酸銀（『群像』1966年2月号）
  - 一家団欒（『群像』1966年9月号）※のち『欣求浄土』に連作の一篇として再録
  - 冬の虹（『群像』1967年4月号）
  - 空気頭（『群像』1967年8月号）
- 『欣求浄土』1970年8月・講談社／1973年2月・『空気頭』との合本で同文庫／1988年12月・『悲しいだけ』との合本で同文芸文庫
  - 欣求浄土（『群像』1968年4月）
  - 土中の庭（『展望』1970年5月）
  - 沼と洞穴（『文藝』1968年8月）
  - 木と虫と山（『展望』1968年5月）
  - 天女御座（『季刊芸術』1968年夏季号）
  - 厭離穢土（『新潮』1969年2月）
  - 一家団欒（『群像』1966年9月号）
- 『或る年の冬 ある年の夏』1971年10月・講談社／1993年11月・同文芸文庫
  - 或る年の冬（『群像』1969年4月）
  - ある年の夏（『群像』1970年3月）
  - 怠惰な男（『群像』1971年8月）
- 『愛国者たち』1973年11月・講談社
  - 愛国者たち（『群像』1972年8月）
  - 孫引き一つ（『季刊芸術』1973年春季号）
  - 接吻（『文藝』1970年11月）
  - 山川草木（『群像』1972年12月）
  - 風景小説（『文藝』1973年1月）
  - 私々小説（『すばる』1973年6月）
  - キエフの海（『文學界』1971年3月）
  - 老友（『群像』）
- 『異床同夢』1975年8月・河出書房新社
  - 武井衛生二等兵の証言（『文藝』1972年9月号）
  - 異床同夢（『文藝』1974年4月号）
  - 盆切り（『文藝』1973年10月号）
  - 一枚の油絵（『文藝』1975年1月号）
  - しもやけ・あかぎれ・ひび・飛行機（『季刊芸術』1975年春季号）
  - 疎遠の友（『季刊芸術』1973年秋季号）
  - 聖ヨハネ教会堂（『海』1974年7月号）
  - プラハの案内人（『新潮』1975年1月号）
- 『田紳有楽』1976年5月・講談社／1978年11月・同文庫／1990年6月・『空気頭』との合本で同文芸文庫
  - 『群像』1974年1月号・7月号・75年4月号・76年2月号分に加筆
- 『悲しいだけ』1979年2月・講談社／1988年12月・『欣求浄土』との合本で同文芸文庫
  - 滝とビンズル（『文藝』1976年5月号）
  - 在らざるにあらず（『群像』1976年8月号）
  - 出てこい（『群像』1976年10月号）
  - 雛祭り（『海』1977年8月号）
  - 悲しいだけ（『群像』1977年10月号）
  - 庭の生きものたち（『群像』1977年11月号）
  - 雉鳩帰る（『群像』1978年4月号）
  - 半僧坊（『文体』1978年夏季号）
- 『虚懐』1983年2月・講談社
  - みな生きものみな死にもの（『群像』1979年2月号）
  - ゼンマイ人間（『群像』1980年1月号）
  - やっぱり駄目（『群像』1980年11月号）
  - 二ハ二（『群像』1981年3月号）
  - みんな泡（『群像』1981年12月号）
  - 黒い石（『海燕』1982年1月・創刊号）
  - 人間抜き（『海』1982年1月号）
  - 虚懐（『群像』1982年9月号）
  - またもや近火（『群像』1982年10月号）
- 『今ここ』1996年5月・講談社　※前半部分が遺漏短篇
  - Tさん（『三田文学』1948年6月号）
  - 一日―昭和三年―（同上）
  - ハムスターの仔（『群像』1983年4月号）
  - 武蔵川谷右ヱ門・ユーカリ・等々（『群像』1984年6月号）
  - 老いたる私小説家の私倍増小説（『文學界』1985年5月）
  - 今ここ（『群像』1985年9月号）

### 随筆
- 『落第免状』1968年10月・講談社
- 『寓目愚談』1972年9月・講談社
- 『小感軽談』1975年7月・筑摩書房
- 『茫界偏視』1978年11月・講談社
- 『石心桃夭』1981年10月・講談社
- 『今ここ』1996年5月・講談社　※後半部分が未刊行エッセイに当たる

### 集成
- 藤枝静男著作集（全6巻、講談社 1977年）

『田紳有楽』までのほぼ全作品とエッセイを網羅。また「空気頭」の初稿を収録。
※講談社文芸文庫『個人全集月報集　藤枝静男著作集』が刊行 （2013年）
- 田紳有楽（烏有書林 2012年）

「龍の昇天と河童の墜落」「文平と卓と僕」「静男巷談（抄録）」「壜の中の水」「田紳有楽」「みな生きもの みな死にもの」「老いたる私小説家の私倍増小説」を収録
- 藤枝静男随筆集（講談社文芸文庫 2011年）
- 志賀直哉・天皇・中野重治（講談社文芸文庫 2011年）

文学の師である志賀直哉に関わる随筆を収録

### 共著・伝記研究
- 『作家の姿勢　藤枝静男対談集』作品社、1980年
- 小川国夫『藤枝静男と私』小沢書店、1993年
- 勝呂奏『評伝 藤枝静男　或る私小説家の流儀』桜美林大学出版会（論創社刊）、2020年
- 名和哲夫『藤枝静男評伝　私小説作家の日常』鳥影社、2024年

## 関連文献
- 中野孝次『贅沢なる人生』文藝春秋、1994年
- 小堀用一朗『三人の“八高生”　平野謙、本多秋五そして藤枝静男』鷹書房弓プレス、1998年